# Unión Panameña de Rugby
La Unión Panameña de Rugby o (UPR) es la asociación reguladora del rugby en ese país.

## Síntesis
Se creó el 1º de octubre de 2010 a partir del Diablos Rojos Rugby Club, quedando el nombre como seudónimo de la selección panameña. Desde sus inicios se encuentra afiliado al Comité Olímpico de Panamá y al Instituto Panameño de Deportes. Más adelante pasó a integrar la Sudamérica Rugby, primero en calidad de miembro asociado y desde abril de 2017 como miembro pleno. En noviembre de 2020, a los 10 años de su creación, adquiere el estatus de miembro asociado a la federación mundial World Rugby.
En el 2014 la UPR asume la responsabilidad de organizar un torneo de CONSUR, hoy Sudamérica Rugby, al ingresar su selección (Diablos Rojos) al Sudamericano de Rugby C 2014.

## Clubes miembros
- Cuervos Rugby Club (Prov. Panamá y Prov. Chiriquí)
- Dragones Rugby Club (Prov. Panamá)
- Titanes Rugby Club (Prov. Panamá)
- Guerreros Rugby Club (Prov. Panamá Oeste)